# Obchodní politika
Obchodní politika (též politika mezinárodního obchodu) je vládní politika upravující mezinárodní obchod. Obchodní politika je všeobjímající pojem, který se používá k pokrytí témat, která zahrnují mezinárodní obchod.
Obchodní politika je často popisována z hlediska škály mezi extrémy volného obchodu (bez omezení obchodu) na jedné straně a protekcionismem (vysoká omezení na ochranu místních výrobců) na straně druhé. Společná obchodní politika může být někdy dohodnuta smlouvou v rámci celní unie, stejně jako společná obchodní politika Evropské unie a v Mercosuru.
Obchodní politika národa bude zahrnovat a zohledňovat politiky přijaté vládou tohoto národa při vyjednávání mezinárodního obchodu. Existuje několik faktorů, které mohou mít dopad na obchodní politiku národa, přičemž všechny mohou mít dopad na politiku mezinárodního obchodu.